# Palogneux
Palogneux är en kommun i departementet Loire i regionen Auvergne-Rhône-Alpes i centrala Frankrike. Kommunen ligger i kantonen Saint-Georges-en-Couzan som tillhör arrondissementet Montbrison. År 2022 hade Palogneux 69 invånare.

## Befolkningsutveckling
Antalet invånare i kommunen Palogneux
| Referens: INSEE |